# Turboencabulator
Turboencabulatorul (scris de asemenea turbo-encabulator) și încarnarea sa ulterioară, retroencabulatorul (sau retro-encabulatorul) este un dispozitiv electronic fictiv, cu o funcție complet nedeterminată, a cărui descriere face apel la un jargon tehnic inexistent, dar plauzibil (technobabble). Pretinsa sa existență a devenit o glumă destinată celor inițiați și un subiect de umor profesional printre ingineri. Turboencabulatorul este invocat uneori ca exemplu în studiul comunicării pentru a denunța abuzul de termeni tehnici de specialitate din prezentarea unui produs.

## Apariție
Conceptul de Turboencabulator a fost creat în 1944 de „J.H. Quick, Student”, într-un articol publicat în revista studenților britanici la inginerie electrică.